# Sandeep Yadav
Sandeep Tulsi Yadav (ur. 4 stycznia 1988) – indyjski zapaśnik walczący w stylu klasycznym. Brązowy medalista mistrzostw świata w 2013. Dwunasty na igrzyskach azjatyckich w 2014. Dziewiąty na mistrzostwach Azji w 2011. Wicemistrz Wspólnoty Narodów w 2011 roku.